# Adam Foulds
Adam Samuel James Foulds (Londra, 8 ottobre 1974) è uno scrittore e poeta britannico.

## Biografia
Nato a Londra nel 1974, ha studiato inglese al St Catherine's College di Oxford e ha conseguito un M.A. all'Università dell'East Anglia in scrittura creativa.
Nel 2007 ha esordito nella narrativa con il romanzo The Truth About These Strange Times vincendo il Sunday Times Young Writer of the Year Awarde il Betty Trask Award.
L'anno successivo ha pubblicato il romanzo in versi The Broken Word (premiato con un Costa Book Awards e un Somerset Maugham Award) mentre la sua seconda opera narrativa, The Quickening Maze, è stata insignita dell'Encore Award dedicato al secondo romanzo e del Premio letterario dell'Unione europea.
Dopo In the Wolf's Mouth del 2014, nel 2019 ha dato alle stampe Ai margini del sogno, prima opera tradotta in italiano su di un celebre attore britannico e di una fan che nutre un'ossessione nei suoi confronti.
Sposato con la giornalista-fotografa canadese Charla Jones, vive e lavora a Toronto.

## Opere

### Romanzi
- The Truth About These Strange Times (2007)
- The Quickening Maze (2009)
- In the Wolf's Mouth (2014)
- Ai margini del sogno (Dream Sequence, 2019), Torino, Bollati Boringhieri, 2021 traduzione di Mariagiulia Castagnone ISBN 978-88-339-3351-1.

### Raccolte di poesie
- The Broken Word (2008)

## Premi e riconoscimenti
Betty Trask Award
- 2007 vincitore con The Truth About These Strange Times

Sunday Times Young Writer of the Year Award
- 2008 vincitore con The Truth About These Strange Times

Costa Book Awards
- 2008 vincitore nella categoria "Poesia" con The Broken Word

Somerset Maugham Award
- 2009 vincitore con The Broken Word

Booker Prize
- 2009 nella shortlist con The Quickening Maze

Encore Award
- 2010/11 vincitore con The Quickening Maze

Premio letterario dell'Unione europea
- 2011 vincitore con The Quickening Maze